# F900iC
FOMA F900iC（フォーマ・エフ きゅう まる まる アイ・シー）は、富士通によって開発された、NTTドコモの第三世代携帯電話 (FOMA) 端末製品である。

## 概要
FOMAシリーズとして初めてiモードFeliCaに対応した。外部メモリーはminiSD（128MBまで：ドコモ発表。それ以上は自己責任）対応である。折りたたみ式を採用し、指紋認証センサーも引き続き採用している。指紋認証に連動してiモードFeliCaを利用できたり（モバイルSuicaには非対応）、遠隔操作で電話機をブロックする事も出来る。また、別売りの接続ケーブルを買う事で充電しながらパソコンとの情報連携も出来る。メインカメラの性能はCCD約128万画素。テレビ電話用のサブカメラはCMOS約11万画素。
iアプリは「電子マネー Edy」、「ルーインエクスプローラーplus」、「フリーセル」、「Dimo i 絵文字メール」、「マイリモコン」等のiアプリがプリインストールされている。
それ以外の機能についてはF900iと同等である。

## 歴史
- 2004年5月31日：技術基準適合証明 (TELEC) 通過。
- 2004年6月16日：iモードFeliCa(おサイフケータイ)のサービス開始の発表に合わせて、P506iC・SO506iC・SH506iCと同時にドコモよりプレスリリース。
- 2004年8月7日：発売開始。

※電気通信端末機器審査協会 (JATE)は非通過。